# El Paso Real
El Paso Real är en ort i Mexiko.   Den ligger i kommunen Tolimán och delstaten Jalisco, i den södra delen av landet, 500 km väster om huvudstaden Mexico City. El Paso Real ligger 712 meter över havet och antalet invånare är 626.
Terrängen runt El Paso Real är varierad. Runt El Paso Real är det glesbefolkat, med 16 invånare per kvadratkilometer. Närmaste större samhälle är San Gabriel, 18,5 km norr om El Paso Real. I omgivningarna runt El Paso Real växer huvudsakligen savannskog.